# José Guadalupe Cruz
José Guadalupe Cruz Núñez (Huetamo, 22 novembre 1967) è un allenatore di calcio ed ex calciatore messicano, di ruolo difensore.

## Palmarès

### Giocatore

#### Competizioni nazionali
- Campionato messicano: 1

Atlante: 1992-1993

### Allenatore

#### Competizioni nazionali
- Campionato messicano: 1

Atlante: Apertura 2007
- Copa MX: 1

Puebla: Clausura 2015

#### Competizioni internazionali
- CONCACAF Champions League: 1

Atlante: 2008-2009